# West Indies Cricket Team in Pakistan in der Saison 1990/91
Die Tour des West Indies Cricket Teams nach Pakistan in der Saison 1990/91 fand vom 9. November bis zum 11. Dezember 1990 statt. Die internationale Cricket-Tour war Bestandteil der Internationalen Cricket-Saison 1990/91 und umfasste drei Tests und drei ODIs. Pakistan gewann die Test-Serie 3–0, während die ODI-Serie 1–1 unentschieden.

## Vorgeschichte
Pakistan spielte zuvor eine Tour gegen Neuseeland, für die West Indies war es die erste Tour der Saison.
Das letzte Aufeinandertreffen der beiden Mannschaften bei einer Tour fand in der Saison 1987/88 in den West Indies statt.

## Stadien
Die folgenden Stadien wurden für die Tour als Austragungsort vorgesehen.
| Stadion                  | Stadt      | Kapazität | Spiele          |
| ------------------------ | ---------- | --------- | --------------- |
| Iqbal Stadium            | Faisalabad | 18.000    | 2. Test         |
| National Stadium         | Karachi    | 34.228    | 1. Test; 1. ODI |
| Gaddafi Stadium          | Lahore     | 60.000    | 3. Test; 2. ODI |
| Ibn-e-Qasim Bagh Stadium | Multan     | 18.000    | 3. ODI          |

## Kaderlisten
Die folgenden Kader wurden von den Mannschaften benannt.
| Test | Test | ODI | ODI |
| Pakistan | West Indies | Pakistan | West Indies |
| --- | --- | --- | --- |
| - Aamer Malik - Abdul Razzaq - Akram Raza - Imran Khan - Javed Miandad - Masood Anwar - Moin Khan - Mushtaq Ahmed - Rameez Raja - Saeed Anwar - Saleem Malik - Saleem Yousuf - Shoaib Mohammad - Waqar Younis - Wasim Akram - Zahid Fazal | - Curtly Ambrose - Carlisle Best - Ian Bishop - Jeff Dujon - Gordon Greenidge - Desmond Haynes - Carl Hooper - Brian Lara - Gus Logie - Malcolm Marshall - Richie Richardson - Courtney Walsh | - Abdul Razzaq - Akram Raza - Ijaz Ahmed - Imran Khan - Javed Miandad - Moin Khan - Mushtaq Ahmed - Rameez Raja - Saeed Anwar - Saleem Malik - Saleem Yousuf - Saleem Jaffar - Shoaib Mohammad - Waqar Younis - Zahid Fazal | - Curtly Ambrose - Carlisle Best - Ian Bishop - Jeff Dujon - Gordon Greenidge - Desmond Haynes - Desmond Haynes - Carl Hooper - Brian Lara - Gus Logie - Malcolm Marshall - Ezra Moseley - Richie Richardson - Courtney Walsh - David Williams |

## One-Day Internationals

### Erstes ODI in Karachi
| 9. November Scorecard | Karachi | Pakistan 211-5 (40/40)      | – | West Indies 205-7 (40/40) |
|                       |         | Pakistan gewinnt mit 6 Runs |   |                           |

### Zweites ODI in Lahore
| 11. November Scorecard | Lahore | West Indies 176-7 (39/39)      | – | Pakistan 177-5 (37.1/39) |
|                        |        | Pakistan gewinnt mit 5 Wickets |   |                          |

### Drittes ODI in Multan
| 13. November Scorecard | Multan | Pakistan 168-9 (40/40)       | – | West Indies 137-7 (40/40) |
|                        |        | Pakistan gewinnt mit 31 Runs |   |                           |

## Tests

### Erster Test in Karachi
| 15. – 20. November Scorecard | Karachi | West Indies 261 (83.3) & 181 (67.3) | – | Pakistan 345 (133.2) & 98-2 (37) |
|                              |         | Pakistan gewinnt mit 8 Wickets      |   |                                  |

### Zweiter Test in Faisalabad
| 23. – 25. November Scorecard | Faisalabad | Pakistan 170 (54.2) & 154 (40.2)  | – | West Indies 195 (56) & 130-3 (29.2) |
|                              |            | West indies gewinnt mit 7 Wickets |   |                                     |

### Dritter Test in Lahore
| 6. – 11. Dezember Scorecard | Lahore | West Indies 294 (78.5) & 173 (48) | – | Pakistan 122 (49.2) & 242-6 (96.4) |
|                             |        | Remis                             |   |                                    |